# 邦納維爾縣
博納維爾縣（英語：Bonneville County）是美国爱达荷州東部的一個縣，東鄰怀俄明州。面積4,923平方公里。根據2020年美國人口普查，共有人口123,964人，縣治是愛達荷福爾斯（Idaho Falls）。
成立於1911年2月7日。縣名紀念美國軍官、毛皮商人、探險家班傑明·邦尼維爾。